# George Jarvis
George Jarvis (Hamburgo, 1797-1828) fue el primer filoheleno estadounidense que participó en la Guerra de independencia de Grecia. 

## Biografía
George Jarvis, nacido en Altona (hoy en día un distrito occidental de Hamburgo), era hijo de Benjamin Jarvis, un diplomático estadounidense destinado en Europa. Mientras Jarvis era estudiante en una universidad alemana, se vio impulsado por el entusiasmo por la Revolución griega. Jarvis navegó hacia Grecia con Frank Abney Hastings, un oficial de la Marina Real, llegando a la isla de Hydra el 3 de abril.
Jarvis sirvió como oficial en la Marina Griega de 1822 a 1824 junto a Manolis Tobazis, un capitán y armador de Hydra.
A su llegada a Grecia en 1822, se puso la "fustanella" (uniforme del luchador griego), aprendió a leer y escribir griego y, a partir de entonces, los luchadores griegos lo llamaron Capitán "George Zervas o Zervos, el estadounidense".
Después de la llegada de Lord Byron a Grecia, Jarvis dejó Hydra para ir al pueblo de Missolonghi, en el oeste de Grecia central, y sirvió como ayudante de Lord Byron hasta su muerte el 18 de abril de 1824. Bajo la guía del ingeniero griego M. Kokkinis, también ayudó a fortificar tanto Missolonghi como la isla de Aitoliko. En agosto de 1824, bajo el liderazgo de Alexandros Mavrokordatos, participó en la expedición a las fortalezas turcas del norte de Kravassaras (Amfilochia) y Makrynoros, en la provincia de Epiro.
Durante la invasión de la Moria por Ibrahim Bajá, asumió los gastos de los 45 soldados enviados a Methoni. Desde 1827 hasta su muerte el 11 de agosto de 1828, Jarvis, junto con Samuel Gridley Howe y Jonathan Peckham Miller, como miembros del comité filheleno de América, continuaron contribuyendo distribuyendo medicamentos, ropa y alimentos tan necesarios a la población griega que había sufrido durante ese tiempo. 
George Jarvis murió el 11 de agosto de 1828, probablemente a causa del tétanos o tifus. Fue enterrado en el recinto de la iglesia de Agios Ioannis en la ciudad de Argos, con el rango de teniente general.